# Garaballa
Garaballa es un municipio y localidad española de la provincia de Cuenca, en la comunidad autónoma de Castilla-La Mancha. El término municipal, ubicado en la comarca de la Serranía Baja, tiene una población de 61 habitantes (INE 2024). 

## Toponimia
La palabra Garaballa proviene del nombre árabe Garbaya.

## Geografía
El municipio, que tiene una superficie de 71,88 km², limita con los de Narboneta, Talayuelas, Mira, Aliaguilla, Henarejos y Landete.

## Historia
A mediados del siglo XIX, el lugar tenía contabilizada una población de 197 habitantes. Aparece descrito en el octavo volumen del Diccionario geográfico-estadístico-histórico de España y sus posesiones de Ultramar de Pascual Madoz de la siguiente manera:

GARABALLA: l. con ayunt. en la prov. y dióc. de Cuenca, part. jud. de Cañete (6 leg.), aud. terr. de Albacete y c. g. de Castilla la Vieja: sit. en una colina á la márg. izq. del r. Moya ó de los Ojos, con buena ventilacion y clima sano. Tiene 58 casas, formando cuerpo de pobl. todas ellas de mediana construccion, y una igl., anejo de uno de los curatos de Moya. Confina su térm. al N. con Landete; E. Talayuelas; S. Mira, y O. Henarejos; en él está el famoso conv. y santuario de Tejada y el desp. de Henares. El terreno es de regular calidad, y le atraviesa de N. á S. el r. Moya, cuyas aguas impulsan una ferreria de nueva construccion. caminos: conducen á los pueblos inmediatos. ind.: un molino harinero y la nueva fáb. de hierro, de que hemos hecho mencion. prod.: trigo, cebada y algunas hortalizas; en el r. se crian muchas y esquisitas truchas. pobl.: 51 vec., 197 alm. cap. prod.: 695,360 rs. imp.: 34,768. El presupuesto municipal asciende á 2,124 rs., y se cubren con el prod. de un horno de pan, un molino y los arbitrios de yerbas.
(Madoz, 1847, p. 305)

## Demografía
Garaballa cuenta con una población de 61 habitantes (INE 2024).
| Gráfica de evolución demográfica de Garaballa entre 1842 y 2021                                                     |
| |
| Población de derecho según los censos de población del INE Población de hecho según los censos de población del INE |

| 178           | 159 | 150 | 81 | 72 |
| (Fuente: INE) |     |     |    |    |

## Administración y política
| Periodo   | Nombre                  | Partido |
| --------- | ----------------------- | ------- |
| 2003-2007 | Aurelia Palomares Abril | PP      |
| 2007-2011 | Aurelia Palomares Abril | PP      |

## Patrimonio

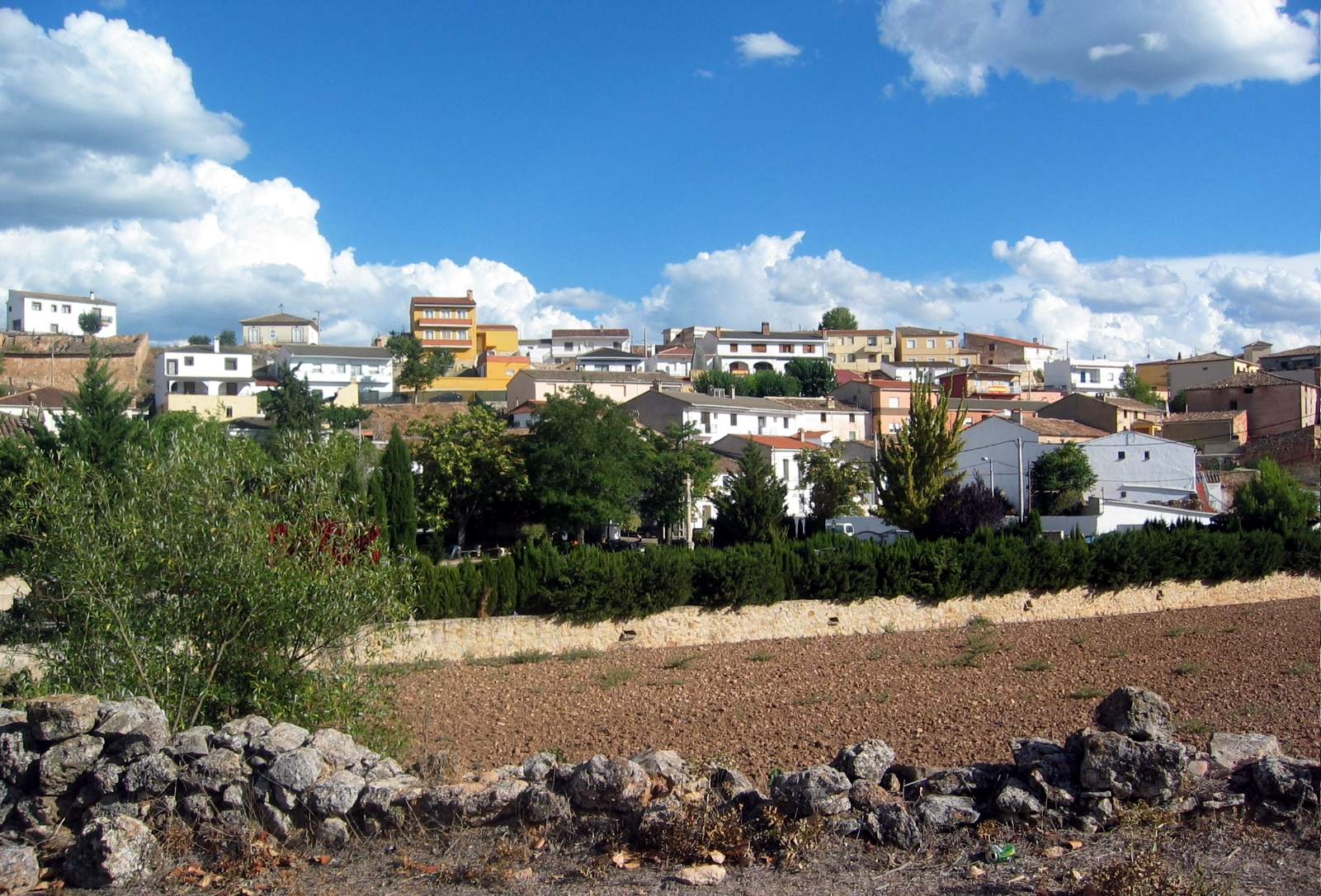
Vista parcial (occidental) del caserío de Garaballa desde el monasterio de Tejeda

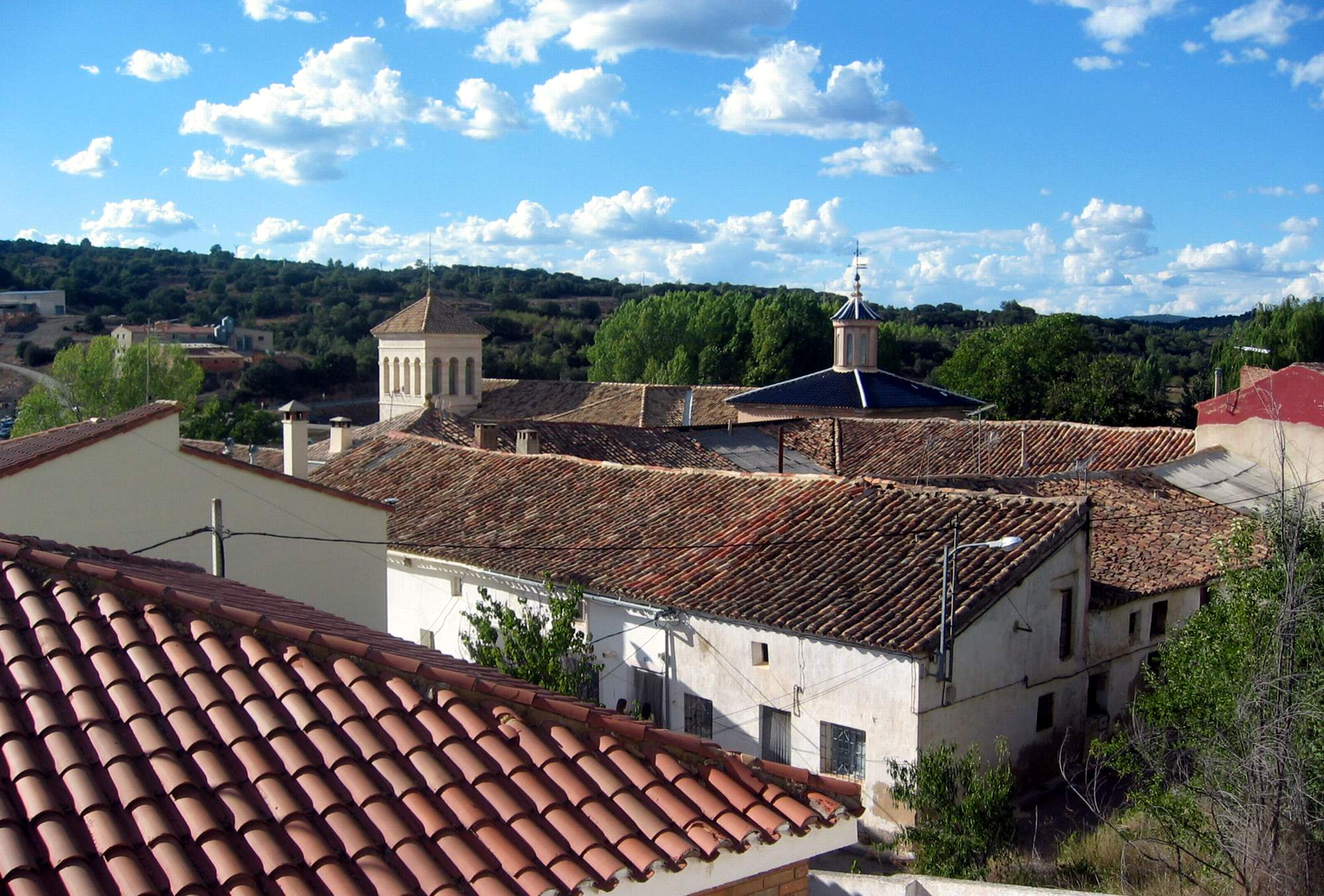
Vista parcial del caserío de Garaballa, con detalle del monasterio de Tejeda al fondo

- Monasterio de Tejeda (Texeda) siglo XVI, perteneció a la orden de los Trinitarios
- Cueva de la Virgen
- Castillo árabe del siglo IX
- Iglesia de San Sebastián